# Peter Florian (Maler)
Peter Florian (* 9. Juni 1964 in Gmünd, Niederösterreich) ist ein österreichischer Maler und Grafiker.

## Leben
Seine Jugend- und Schulzeit verbrachte Peter Florian in Weitra in Niederösterreich. Im Jahr 1979 übersiedelte er mit seiner Familie nach Wien, wo er von 1979 bis 1982 eine Kochlehre im Hotel Intercontinental Vienna absolvierte. In dieser Zeit entstanden die ersten Zeichnungen und Aquarelle, die er an seine Arbeitskollegen verkaufte. Sein erstes Aquarell überhaupt war das Porträt von Falco 1982.
Seine erste Ausstellung erfolgte 1987 in einer Wiener Galerie. 1989 gab er seinen erlernten Beruf auf und wurde freischaffender Künstler. Im Jahr 1990 erschien in der Edition Galerie Zentrum seine erste Radierung. Mehrere Grafiken folgen. Seine erste internationale Ausstellung folgte 1992 in Genf auf der Europe Art.
1995 erhielt er von Hubert Neuper, Chef des Organisationskomitees  für die Schiflug-WM 1996 am Kulm, den Auftrag, eine Briefmarke und ein Plakat zu entwerfen. Die Briefmarke der österreichischen Post erschien 1996 in einer Auflage von 2,5 Millionen Stück und hatte einen Wert von sieben Schilling. Peter Florian entwarf auch den Ersttagsbrief und den Ersttagsstempel. Der erste Plakatentwurf für die Schiflug-WM 1996 wurde in dem 2009 erschienenen Buch Schisport in Kunst und Design von Karin Rase, Edition Leipzig, veröffentlicht. Das Buch erhielt 2010 den renommierten Ullr Award, der International Skiing History Association.
2002 gestaltete er die Garderobenräumlichkeiten und die Saunaruheräume des neuerbauten Hallenbades „Aqua Nova“ in Wiener Neustadt. Das Fries, welches sich durch den gesamten Garderobenbereich zieht ist 40 Meter lang und 1,5 Meter hoch.
2004 entwarf er für den Musiker Raphael Wressnig (Raphael Wressnigs Organic Trio) das Cover für dessen neue CD In Between.
Die Werke Peter Florians sind im Besitz des Wien Museums, der Grafischen Sammlung Albertina und des Museums Niederösterreich. Er ist Mitglied des „Art Forum Graz“.

## Künstlerische Entwicklung
Schon in seinem ersten Bild (Körper, 1980) wird sein Interesse für den weiblichen Körper deutlich. Die Ölkreidezeichnung ist gefüllt mit üppigen, vollbusigen Frauenkörpern. Die Erotik spielt in weiterer Folge eine wichtige Rolle in seiner Kunst.
In den 1980er Jahren entstanden hauptsächlich aquarellierte Tuschezeichnungen. 1987 illustrierte er das Buch Schönheit für Körper und Seele von Adelheid Firbas. Die Galerie Zentrum Wien editierte 1990 seine ersten Radierungen.
Ab 1990 fanden erste Versuche mit Acrylmalerei statt. Es entstanden zum Teil großformatige Arbeiten mit erotischem Inhalt. Für die Ausstellung „Werbung in der Kunst – Kunst in der Werbung“ werden seine zwei Acrylbilder wegen des pornografischen Inhalts nicht aufgehängt.
Mitte der 1990er Jahre beschäftigt er sich intensiv mit der Porträtmalerei. Er porträtierte bekannte österreichische und internationale Persönlichkeiten wie z. B. Falco, Gerda Rogers, Manfred Buchinger, Rudolf Kaske, Birgit Doll, Madonna, Lady Diana, Papst Johannes Paul II. Seine Arbeit, dessen Stil man anfangs in die Klassische Moderne einordnen konnte, wurde zunehmend freier und abstrakter.
Zu Beginn des neuen Jahrtausends wurde er eingeladen, zusammen mit Künstlern wie Hans Staudacher, Jürgen Messensee, Manfred Bockelmann, Sebastian Weissenbacher, Roger Gressl und bekannten österreichischen Haubenköchen an dem Kalenderprojekt Koch und Kunst mitzuwirken. Die Originalbilder und handgeschriebenen Rezepte, wurden versteigert. Der Erlös kam der „Austria 3 (Ambros, Fendrich, Danzer) Obdachloseninitiative“ zugute.
Das Objektbild bildet am Anfang des neuen Jahrtausends den Mittelpunkt seiner Arbeit.
Mit dem Rauch Zyklus (2004), einer Serie von 13 kleinen Objektbildern, hat er angefangen, seine Bilder dreidimensional zu gestalten und verschiedene Materialien wie Holz, Schrauben, Nägel, Draht, Schnüre und Objekte zur Bildgestaltung herangezogen.
In weiterer Folge verarbeitete er seinen Katalog Arbeiten auf Papier (1998) in dem er Seiten herausriss, Teile abriss oder zerschnitt und durch gezieltes zusammenkleben und übermalen ein neues dreidimensionales Bild entstehen ließ. Das Ergebnis war der Bildzyklus Deja Vu (37 Arbeiten).
Bei der „Pleasure Gate Serie“ stand das aus dem Katalog Arbeiten auf Papier geformte weibliche Genital im Mittelpunkt. Zu den bereits beim Rauch Zyklus benutzte Materialien verwendete er zusätzlich Strumpfhosen und Fotos zur formalen Gestaltung. Er entwickelte eine Bildsprache, die sich deutlich von seiner Malerei abhob. Die Botschaft wurde durch die Collage und Assemblage ausgedrückt. Das Bild wurde abstrakter, die Malerei struktureller und in der Farbigkeit monochromer.
2009 entstand eine Serie von Computergrafiken mit durchwegs erotischem und zum Teil auch pornografischen Inhalts.
2010 widmete er sich wieder intensiv der Porträtmalerei und für seine Ausstellung Gesichter einer Stadt im Kunsthaus Weiz porträtiert er über 50 Weizer Persönlichkeiten.
Im September 2010 war er einer von 50 Künstlern, die für Absolut Art, der Kunstsammlung der Wodka-Marke Absolut, ihre Objektbilder bei einer Ausstellung in der Galerie art-com in Wien zeigten.
Seine Werke sind in zahlreiche Sammlungen aufgenommen worden, darunter Museum Niederösterreich, Grafische Sammlung der Albertina, Sammlung Essl, Klosterneuburg, Wien Museum, Museum of Erotic Art der „Tom of Finland Foundation“, Los Angeles/USA; Burgenländische Landesgalerie, Eisenstadt; Sammlung der „Otto Wagner Galerie“ Wien.

### Das druckgrafische Werk
Der erste druckgrafische Versuch Der Auftritt erschien 1990 in der Edition Galerie Zentrum Wien. Die Farbradierung entstand in der Druckwerkstätte Zejmon. Es folgen noch zwei weitere Farbradierungen.
In der Druckwerkstätte von Kurt Zein entstand in der Edition Galerie Zentrum die Radierung Der Beamte, es sollte bei dieser einen Zusammenarbeit mit Kurt Zein bleiben.
Einige auflagenlimitierte Einzelblätter und die Serien Das A.H. Erlebnis (Hommage an Alfred Hrdlicka) und Die versaute Kirche entstanden im Atelier Erbler.
Mitte der 90er Jahre traf Florian den Kupferdrucker und Künstler Josef Mühlbacher. Er sollte für die nächsten Jahre sein Stammdrucker und Freund werden. Mit Josef Mühlbacher, der seine Druckerausbildung bei Walter Fischer absolvierte und auch bei Kurt Zein arbeitete, bevor er eine eigene Druckwerkstätte eröffnete, hatte er einen Partner gefunden, der neben der Beherrschung der perfekten Drucktechnik auch das nötige künstlerische Verständnis für den experimentierfreudigen Florian mitbrachte. Aus dieser Zusammenarbeit entstanden in 10 Jahren fast 50 Radierungen. Das letzte gemeinsame Projekt war die Serie Macht und Schmerz – 12 Radierungen zu Marquis de Sade 2006.
Peter Florian beschäftigte sich auch mit Holzschnitt. Auf seiner eigenen Presse entstanden in den Jahren 1997 bis 2003 über 20 Farbholzschnitte. Die Grazer Galerie DIDA beauftragte ihn 2000 eine Serie von steirischen Stadtansichten anzufertigen, die zur Eröffnung der „Kulturhauptstadt Graz 2003“ ausgestellt werden sollten. Nach dem plötzlichen Tod des Galeristen und Auftraggebers hat er die Serie nach sechs Arbeiten eingestellt.
2009 begann er mit Computergrafik. Da seinen Computergrafiken eine Fotomontage bzw. Fotocollage vorausging, bevor er sie auf dem Computer fertigstellte, nannte er diese Arbeiten Comfografiken (Computerfotografiken). Die Serie umfasst ca. 30 Arbeiten.

## Ausstellungen
- 1992 Europe Art, Genf
- 1995 Kunst Wien, MAK (Personale)
- 1996 Kunst Wien, MAK
- 1997 Art Multiple Innsbruck, Kunst Wien, MAK
- 1998 Editions of Art, Innsbruck
- 2000 Kunstmesse Salzburg
- 2002 Art Vienna

## Arbeiten
- 1995 Sondermarke „SCHIFLUG WM 96“, am Kulm, Bad Mitterndorf/Stmk
- 2000 Kalendarium 2001, „KOCH & KUNST“ Sponsor Julius Meinl
- 2002 Wandgestaltung Hallenbad „Aqua Nova“ Wr. Neustadt/NÖ
- 2004 CD-Cover für „Raphael Wressnigs Organic Trio“ „InBetween“

## Kataloge/Bücher
- 1991 Mit Pinsel und Feder
- 1994 Eine Prospektive
- 1998 Arbeiten auf Papier
- 2005 Arbeiten 2001–2005
- 2005 Porträts 1981–2005
- 2006 SEX-plicit – Erotische Arbeiten
- 2006 SEX-plicit2 – Erotische Arbeiten
- 2015 50 Golfstars – Karikaturen
- 2016 Kopfsache – Karikaturen
- 2016 Kopfsache 2 – Karikaturen
- 2017 Baby – Faces
- 2017 Lieben, Musen und Modelle
- 2017 Der frivole Blick Illustration einer sexuellen Fantasie
- 2017 42 Sieger und Legenden der Hahnenkammrennen in Kitzbühel
- 2017 Golfgirls